# Río Yamuna (Bangladés)
Este río de Bangladés no debe confundirse con el río Yamuna de la India.
Para el teólogo, ver Yamuna Acharia.
El río Yamuna ―en bengalí যমুনা (Jomuna), pronunciado [shomún]― es uno de los tres ríos principales de Bangladés. Sirve como la rama principal del río Brahmaputra, que fluye por el Tíbet (China) e India. 
Se une al río Padma (Pôdda) cerca de Goalondo. Combinado con el Padma (Pôdda), encuentran al río Meghna cerca de Chandpur. Entonces fluye en dirección del Golfo de Bengala ya con el nombre de Meghna. 
El Yamuna era una barrera en el camino entre la capital Daca y la parte norte de Bangladés, conocida como Rajshahi hasta 1996, con la terminación del Puente Yamuna. Este es el undécimo puente más largo del mundo.
- Datos: Q150062
- Multimedia: Jamuna River / Q150062